# آبشار داله‌لان
آبشار داله‌لان، با ارتفاع ۵۰ متر، با طبیعتی خشن در ۵۴ کیلومتری جنوب نورآباد در شهرستان دلفان در قلب مهراب‌کوه واقع است

## مسیر دسترسی
در ۵۴ کیلومتری نورآباد به سمت جنوب غربی و مهراب‌کوه قرار دارد مسیر دسترسی ان از روستای گردکانه در کوهپایه این کوه قرار دارد. اغلب کوه‌نوردان این مسیر را انتخاب میکنند. لازم است ذکر شود،  بعد از عبور از روستای گردکانه منطقه، کوهستانی و دارای پرتگاهای عمیق هست.